# Drexel (Ohio)
Drexel é um lugar designado pelo censo localizado no condado de Montgomery no estado estadounidense de Ohio. No Censo de 2010 tinha uma população de 2.076 habitantes e uma densidade populacional de 367,01 pessoas por km².

## Geografia
Drexel encontra-se localizado nas coordenadas 39° 44′ 17″ N, 84° 17′ 35″ O. Segundo a Departamento do Censo dos Estados Unidos, Drexel tem uma superfície total de 5.66 km², da qual 5.66 km² correspondem a terra firme e (0%) 0 km² é água.

## Demografia
Segundo o censo de 2010, tinha 2.076 habitantes residindo em Drexel. A densidade populacional era de 367,01 hab./km². Dos 2.076 habitantes, Drexel estava composto pelo 50.48% brancos, o 45.33% eram afroamericanos, o 0.43% eram amerindios, o 0.05% eram asiáticos, o 0% eram insulares do Pacífico, o 0.39% eram de outras raças e o 3.32% pertenciam a duas ou mais raças. Do total da população o 3.52% eram hispanos ou latinos de qualquer raça.

## Localidades na vizinhança
O diagrama seguinte representa as localidades num raio de 12 km ao redor de Drexel.